# Cinéma ukrainien

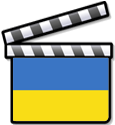
Un clap aux couleurs du drapeau ukrainien.

Le cinéma ukrainien est à la fois partie prenante du cinéma russe et soviétique et un cinéma original, attaché à la terre et à l'histoire ukrainienne. Certains auteurs accordent ainsi au cinéma ukrainien un développement parallèle et indépendant du cinéma soviétique, d'autres fixent son essor véritable au lendemain de l'indépendance du pays, en 1991.
L'histoire du cinéma ukrainien débute de manière précoce, en 1896. C'est aussi l'une des cinématographies qui a presque disparu durant les années 1990, avec la chute de l'URSS. Depuis 1998, elle connaît un renouveau important.

## Histoire du cinéma ukrainien

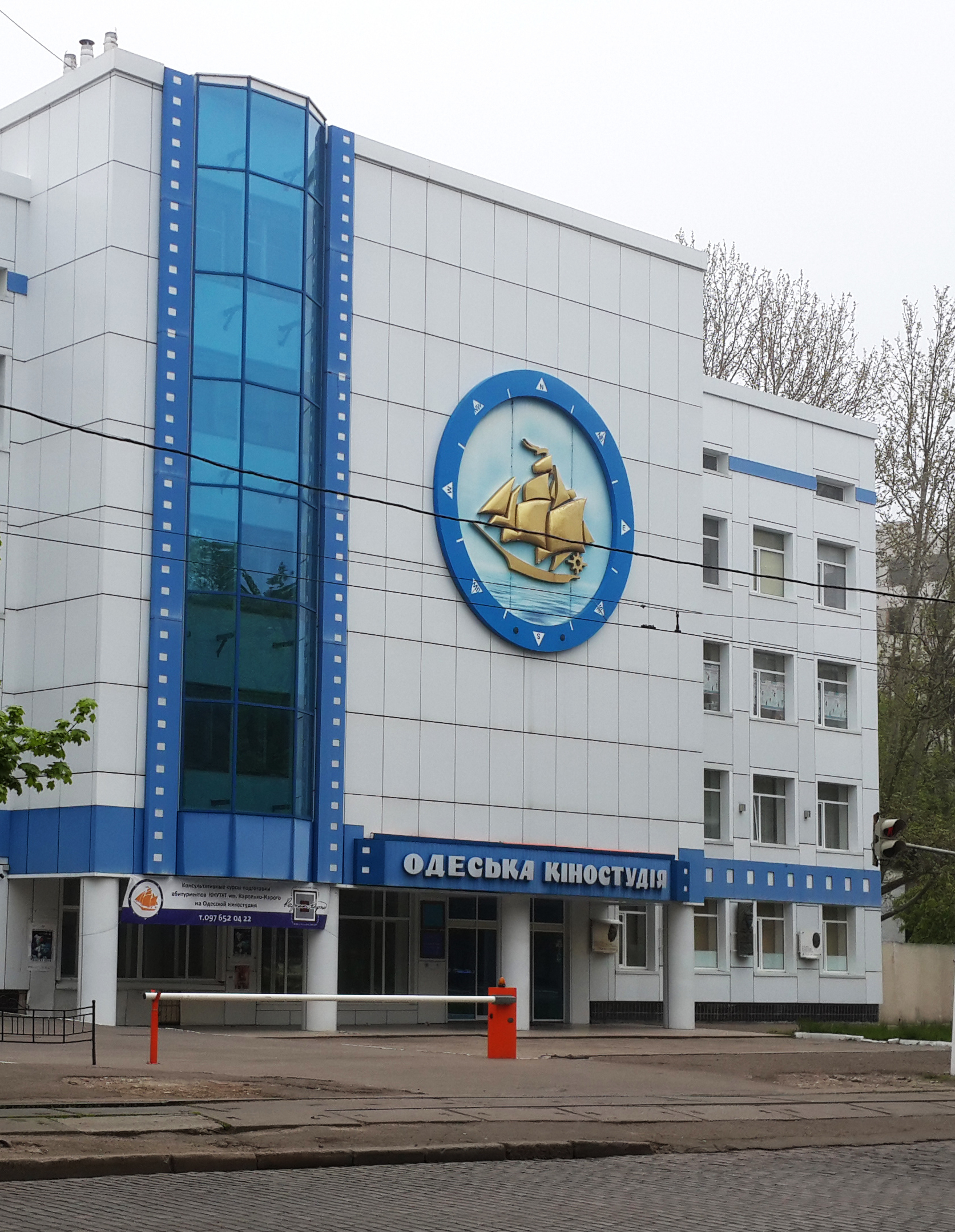
Studio d'Odessa

Depuis les premières projections organisées dans le pays en 1896, l'histoire du cinéma ukrainien est partiellement liée à celle des cinémas russe et surtout soviétique. C'est seulement à partir de 1991 (chute de l'URSS et indépendance de l'Ukraine) que l'on peut parler sans ambiguïté de cinéma ukrainien. Cependant, certains manuels ukrainiens d'histoire du cinéma estiment qu'un cinéma ukrainien s'est développé parallèlement au cinéma russe et soviétique dès les années 1920.
Les plus anciennes traces de structures cinématographiques dans le pays sont les suivantes : fondation du Studio d'Odessa en 1907, suivie par celle d'ateliers cinématographiques à Yalta en 1916,. Le principal studio du pays, le Studio Dovjenko (Studio national de cinéma Dovjenko, situé à Kiev, a lui été fondé en 1927.

### Personnalités de l'histoire du cinéma ukrainien

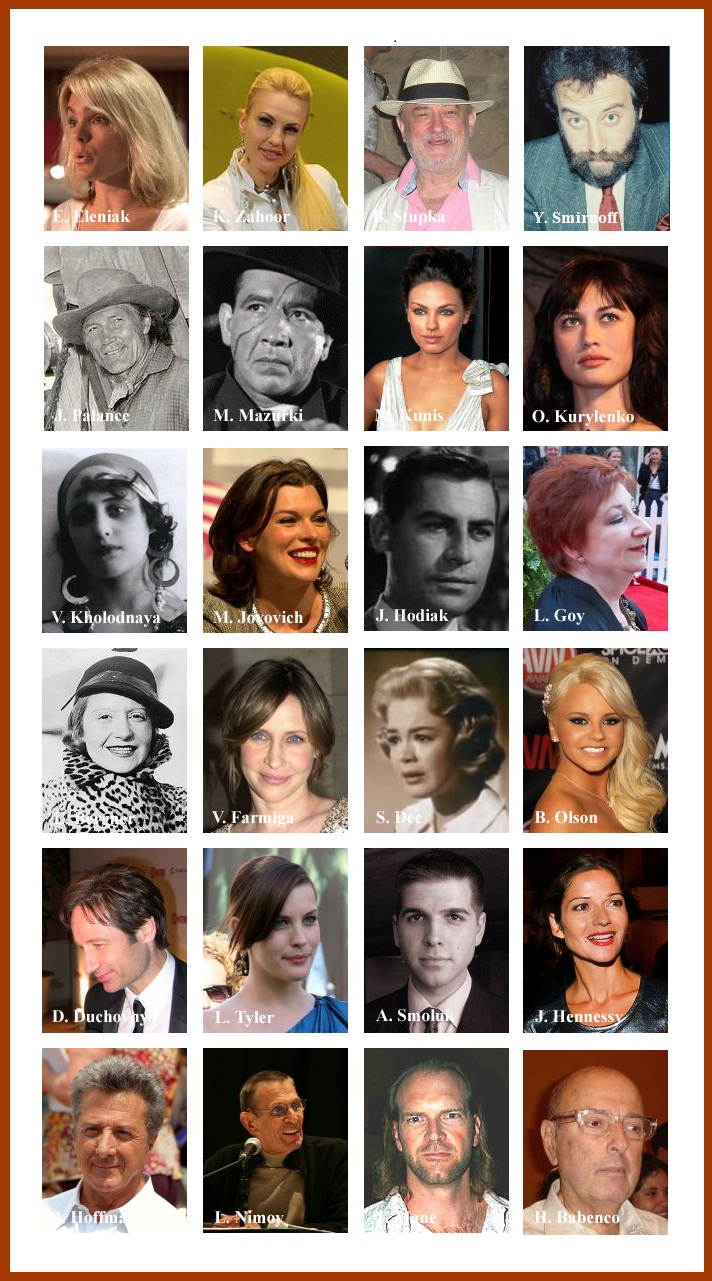
Diverses personnalités artistiques ayant probablement des liens avec l'Ukraine.

Sans toutefois les distinguer nettement de l'histoire du cinéma soviétique André Z. Labarrière cite les réalisateurs suivants dans le chapitre consacré au cinéma ukrainien de son Atlas du cinéma  (Par convention, les titres originaux sont cités en russe lorsque la langue majoritaire du film est le russe, en ukrainien, lorsque la langue majoritaire du film est l'ukrainien.) :
- Les « vétérans » Vladimir Gardine et Piotr Tchardynine - L'Ukrasie (Укразия, 1925), Taras Chevtchenko (Тарас Шевченко, 1926),
- Les « fondateurs » Alexandre Dovjenko - Zvenigora (Звенигора, 1927), Arsenal ( Арсенал, 1929), La Terre (Земля, Zemlia, 1930) et Igor Savtchenko - Le Troisième Coup (Третий удар, 1948), Taras Chevtchenko (Тарас Шевченко, 1930),
- Les « cinéastes de l'après guerre » : les tandems Alexandre Alov et Vladimir Naoumov - Jeunesse inquiète (Тревожная молодость, 1955) d'une part et Marlen Khoutsiev et Félix Mironer - Le Printemps de la rue Zaretchnaïa (Весна на Заречной улице, 1956) d'autre part, Marc Donskoï - Le Cheval qui pleure (Дорогой ценой, 1957),
- Une place à part est accordée au réalisateur arménien Sergueï Paradjanov, notamment réalisateur de Les Chevaux de feu (Тіні забутих предків, 1965) fiction prenant place au sein d'une ethnie minoritaire d'Ukraine, les Houtsoules.
- Les « nationalistes » Léonide Ossyka - La Croix de pierre (Каменный крест, 1968) et surtout Youri Illienko - L'Oiseau blanc marqué de noir (Білий птах з чорною ознакою , 1970), Le Lac des cygnes - La zone (Лебедине озеро. Зона, 1990).

L'historien et critique de cinéma Lubomir Hosejko complète cette liste par les personnalités du cinéma suivantes. Par ordre chronologique :
- Dziga Vertov, réalisateur né en 1896. Il a notamment tourné L'Homme à la caméra (Человек с киноаппаратом, 1929) et La Symphonie du Donbass. Enthousiasme (Симфония Донбаса, 1931) en Ukraine, respectivement à Odessa et dans le Donbass. Plusieurs historiens du cinéma le considèrent cependant avant tout comme un réalisateur soviétique.
- Sergueï Bondartchouk, acteur et réalisateur soviétique d'origine ukrainienne né en 1920.
- Kira Mouratova, réalisatrice ukrainienne née en 1934. Elle a par exemple réalisé la fiction Brèves rencontres (Короткие встречи, 1967).
- Roman Balaïan, réalisateur d'origine arménienne né en 1941 vivant aujourd'hui en Ukraine, remarqué dès son premier long métrage, en 1977, Biriouk, l'ermite (Бирюк), sélectionné au Festival de Berlin 1978.
- Nikola Hejko, acteur et réalisateur ukrainien né en 1950.
- Viatcheslav Krichtofovitch (В'ячеслав Криштофович), réalisateur du (probable) dernier film ukrainien présenté sous les couleurs soviétiques : La Côte d'Adam (Ребро Адама), fiction réalisée en 1990 sélectionnée à la Quinzaine des réalisateurs 1991[6].

Lors d'une conférence organisée par l'ENS et intitulée « L’utilitarisme politique du cinéma brejnévien contre le nationalisme ukrainien  » Lubomir Hosejko a rassemblé sous l'appellation d'« École de Kiev » les réalisateurs suivants : Youri Illienko, Léonide Ossyka, Boris Ivtchenko et Volodymyr Denyssenko. Plus largement, certains historiens du cinéma parlent de « cinéma poétique » pour évoquer le cinéma ukrainien de la seconde moitié des années soixante et du début des années soixante-dix.

## Principaux réalisateurs

### 1896-1955
- Petr Cardynin (1873-1934) : Boyard Orcha (1909)
- Ivan Kavaléridzé (1887-1978) : L'averse (1929)
- Arnold Kordjum (1890-1969) : Djalma (1928), Mirabeau (1929), Le vent des rapides (1930), La flamme de la montagne (1931), Le Dernier Port (1933), Azamat (1939)
- Alexandre Dovjenko (1894-1956)
- Dziga Vertov (1896-1954)
- Igor Savtchenko (1906-1950)
- Leonid Loukov (1909-1963)

### 1955-1980
- Georgij Lysenko (1910-)
- Viktor Ivchenko (1912-1972)
- Timofej Levcuk (1912-)
- Evgenij Matveev (1922-)
- Genrih Gabaj (1923-)
- Sergueï Paradjanov (1924-)
- Evgenij Serstobitov (1928-)
- Artur Vojteckij (1928-)
- Nikolaj Mshcenko (1929-)
- Nikolaï Racheïev (1935-2021)
- Jurij Il'enko (1936-)
- Samvel Gasparov (1938-)
- Larissa Chepitko (1938-1979)
- Léonide Ossyka (1940-)
- Boris Ivtchenko (1941-)

### Depuis 1981
- Kira Mouratova (1934-2018)
- Igor Minaïev (1954-)
- Sergueï Loznitsa (1964-)
- Maryssia Nikitiouk (1986-), When the Threes fall (2021)

## Le cinéma ukrainien récent (depuis 1991)

### Production de films

#### Longs métragesmarquants
Par ordre chronologique :
- Un ami du défunt (Приятель небіжчика), fiction réalisée en 1997 par Viatcheslav Krichtofovitch (В'ячеслав Криштофович). Proposé pour l'Oscar du meilleur film étranger pour la 70e cérémonie des Oscars.
- Une prière pour l'hetman Mazepa (Молитва за гетмана Мазепу), fiction réalisée en 2001 par Youri Illienko. Programmé hors-compétition au Festival de Berlin, 2002.
- Mamaï (Мамай, Cosack Mamay), fiction réalisée en 2003 par Oles Sanin. Primé au festival Molodist 2003.
- La nuit est claire (Ночь светла), fiction réalisée en 2004 par Roman Balaïan. Primé au festival « Fenêtre sur l'Europe » de Vyborg (Russie).
- Aurora (Аврора), fiction réalisée en 2006 par Oxana Bayrak. Proposé pour l'Oscar du meilleur film étranger pour la 79e cérémonie des Oscars.
- Au bord de l'eau (Біля річки, At the river), fiction réalisée en 2006 par Eva Neïman. Sélectionné aux festivals de Rotterdam et de Londres. Mention au Festival de Moscou 2007.
- Orangelove (orANGELove), fiction de Alan Badoïev réalisée en 2006.
- Deux en un (Два в Одном), fiction réalisée en 2007 par Kira Mouratova. Primé aux Nikas (équivalent russe des Césars ou des Oscars) 2007.
- Las Meninas (en), film expérimental réalisé en 2008 par Ihor Podoltchak et Dean Karr, reprenant le titre du célèbre tableau de Diego Vélasquez, Les Ménines. Sélectionné au Festival international du film de Rotterdam 2008 pour le Tigre d'or.
- Sappho, fiction réalisée en 2007 par Robert Crombie en Crimée avec notamment Bohdan Stoupka.
- My Joy, coproduction russo-ukrainienne, intègre la sélection officielle pour la compétition du Festival de Cannes en 2010. Il s'agit du premier film de fiction de Sergueï Loznitsa, connu jusqu'ici en tant que documentariste. Le film sort en France le 17 novembre de la même année.
- La Maison à la tourelle , second long-métrage d'Eva Neïman, adapté d'une nouvelle autobiographique. Friedrich Gorenstein reçoit le prix East of the West au Festival international du film de Karlovy Vary et sort en France le 20 novembre 2013.

#### Courts-métrages primés
Les courts métrages suivants ont été sélectionnés ou primés dans l'un des grands festivals de cinéma que sont les festivals de Cannes, de Venise, de Berlin, d'Annecy (film d'animation) et de Clermont-Ferrand (court métrage). Par ordre chronologique :
- Tramway numéro 9 (Трамвай No 9, 2002), animation de 10 minutes de Stepan Koval. Ours d'argent au Festival de Berlin 2003.
- Contre le soleil (Against the sun, Проти сонця, 2004), documentaire de 20 minutes de Valentin Vasyanovych (Валентин Васянович). Prix Spécial du Jury au Festival du court métrage de Clermont-Ferrand 2005.
- Voyageurs (Podorojni, Подорожні, 2005), fiction de 10 minutes de Igor Strembitsky. Palme d'or du court métrage au Festival de Cannes, 2005.
- Conducteur de taxi (Таксист, 2007), fiction de 19 minutes, de Roman Bondartchouk (Роман Бондарчук).
- Sur le bord (On The Edge, На Грані, 2007), animation de 6 minutes de Nikita Ratnikov et Artem Sukharev.

### Exemples de films étrangers évoquant l'Ukraine
Les films suivants évoquent de manière marquante l'Ukraine, sa culture ou son histoire. Certains ont été tournés en Ukraine avec l'appui éventuel de coproducteurs locaux, d'autres non. Par ordre chronologique :
- 1962. Taras Bulba, fiction (États-Unis) réalisée par J. Lee Thompson adaptant le roman éponyme de Nicolas Gogol.
- 1999. Est-Ouest, fiction (France, Bulgarie, Russie, Ukraine, Espagne) de Régis Wargnier évoquant le destin d'une famille franco-russe invitée à immigrer en URSS pour « reconstruire le pays »... L'invitation s'avère un piège. Le film a partiellement été tourné à Kiev (scènes de natation dans le fleuve).
- 2003. Le Costume (Шик), fiction (Allemagne, France, Russie, Ukraine) réalisée par Bakhtiar Khudojnazarov contant les aventures de trois amis en quête d'un costume occidental qui selon eux leur ouvrirait les portes de l'Occident. Le film a été tourné à Sébastopol.
- 2003. Koktebel (Коктебель), fiction (Russie) de Boris Khlebnikov et Aleksei Popogrebsky conte le cheminement d'un père et son fils entre Moscou et Koktebel, station balnéaire de Crimée. Le film y a partiellement été tourné.
- 2005. Odessa... Odessa !, documentaire (France, Israël) de Michale Boganim évoquant les habitants juifs de la ville d'Odessa, ceux ayant émigré à Brighton Beach (aussi connu sous le nom de Little Odessa) et ceux ayant émigré en Israël.
- 2005. Seven Invisible Men, fiction (France, Lituanie, Pays-Bas) de Šarūnas Bartas contant le voyage au travers de la steppe d'hommes hostiles à la société. Le film a été tourné en Crimée.
- 2005. Tout est illuminé (Everything Is Illuminated), fiction (États-Unis) réalisée par Liev Schreiber. Cette adaptation du roman de Jonathan Safran Foer évoque le parcours d'un jeune Odessite à travers la mémoire de son pays et de ce qu'il s'y est passé pendant la Seconde Guerre mondiale. Le film a été tourné en Tchéquie.
- 2006. Import/Export, fiction (Autriche) de Ulrich Seidl suivant les destins parallèles d'une infirmière ukrainienne et d'un agent de sécurité autrichien en quête d'une meilleure vie. Le film a partiellement été tourné en Ukraine orientale.
- Les pilotes d'avion du documentaire d'Hubert Sauper, Le Cauchemar de Darwin (2005) sont ukrainiens.
- La scène finale de la fiction de Ken Loach explorant les filières du travail clandestin, It's a Free World! (2007) prend place à Kiev.

Enfin, plusieurs films récents sans lien avec l'Ukraine y ont été tournés : Le film chinois Le Secret des poignards volants (十面埋伏), réalisé par Zhang Yimou en 2004 a été largement tourné les Carpates ukrainiennes. La fiction russe Le 9e Escadron (9 РОТА, Deviataia rota) réalisé par Fiodor Bondartchouk en 2005 a partiellement été tournée en Crimée. Au printemps 2008, Olivier Megaton a réalisé certaines séquences de la production Luc Besson, Le Transporteur 3 en Ukraine, etc. Le long-métrage français Ao, le dernier Néandertal, a été partiellement tourné par Jacques Malaterre en Ukraine.

## Structures du cinéma ukrainien

### Contexte
La production ukrainienne de films a connu un net passage à vide entre 1991 et 1999. Durant cette période de profonde mutation de l'économie ukrainienne, nombre de salles de cinéma ont ainsi été transformées en salle de billards, en casino ou en magasin de meubles.
Le succès de la distribution dans les salles ukrainiennes du film américain Titanic (James Cameron, 1997) redonne foi aux professionnels de l'audiovisuel dans la possibilité de développer le 7e art en Ukraine.

### Modernisation de l'exploitation de salles
Dès 1999, un mouvement de modernisation des salles de cinéma des grandes villes s'amorce (mise en place de système de sonorisation Dolby Digital et renouvellement des sièges notamment). Dans un second temps se mettent en place des réseaux de salles (le plus ancien est le réseau Kinopalats).
Enfin, depuis le milieu des années 2000, plusieurs réseaux concurrents de miniplexes (3 à 6 salles) sont construits dans les grandes villes. Ces complexes cinématographiques, souvent construits en même temps que les centres commerciaux dans lesquels ils prennent place sont pompeusement présentés par leurs promoteurs comme étant des multiplexes.

### Développement de la distribution de films

#### Typologie des distributeurs ukrainiens
Le marché audiovisuel ukrainien reste largement dépendant de la politique d'acquisition des distributeurs moscovites. En effet, les distributeurs ukrainiens sont liés par des accords exclusifs avec les distributeurs russes. À leur tour, ces derniers sont liés par des accords exclusifs avec les majors américaines. Ce mécanisme influe significativement sur le genre et la variété des films distribués sur le marché ukrainien. Par exemple, l'important distributeur ukrainien Cinergia est le distributeur exclusif des films produits par la major Warner Bros. Pictures, et par les filiales New Line Cinema (WarnerMedia, ex-Time Warner) et Miramax (Walt Disney Company).
Depuis 2004 parallèlement à ces accords d'exclusivité, les distributeurs ukrainiens mènent une politique d'achat directe, notamment auprès d'opérateurs européens tels que les majors EuropaCorp et StudioCanal et les vendeurs internationaux Gaumont, Pathé Distribution, TF1 International, Wild Bunch, etc.
Le distributeur indépendant le plus significatif, ArtHouse Traffic s'attache depuis 2003 à faire connaitre le cinéma indépendant international. La structure, dirigée par Dennis Ivanov, s'est également lancée en 2007 dans la production de longs-métrages.
En 2008, souhaitant aider les distributeurs ukrainiens à s'émanciper de la tutelle russe, le gouvernement de Viktor Iouchtchenko a mis en place une loi imposant à tous les films distribués dans les salles ukrainiennes d'être doublés ou sous-titrés en ukrainien. Plusieurs effets secondaires résultant de cette politique, la loi est largement controversée.

#### Répartition des films distribués par nationalité
Considérés comme un secret commercial, les chiffres du box-office ne sont pas divulgués par les distributeurs ukrainiens. Tous les observateurs reconnaissent cependant que le marché ukrainien du cinéma est majoritairement dominé par les films de production américaine. La place du challenger, longtemps occupée par le cinéma français lui est depuis le milieu des années 2000 disputée par le cinéma russe. En effet cette cinématographie connaît depuis le début des années 2000 un important boom de production (voir à ce propos Cinéma russe et Cinéma soviétique).
Un certain nombre de films récents ukrainiens, d'autres cinématographies européennes ou asiatiques (essentiellement japonais, chinois ou coréens) sont également distribués.

### Festivals
Plusieurs festivals de cinéma prennent place chaque année en Ukraine. Le plus important d'entre eux est le Molodist.
- Molodist est le nom court sous lequel est connu le « Kyiv International Film Festival Molodist »[19]. Créé en 1970, c'est un festival international de premières ("Molodist" signifie jeunesse en ukrainien) œuvres : courts-métrages, premiers longs métrages et films d'étudiants. Longtemps dirigé par Andreï Khalpakhchi, la structure est maintenant coordonnée par Maxime Ilyashenko. Le Molodist prend place à Kiev, chaque année durant la dernière semaine d'octobre[20]. Le festival s'est également lancé avec succès dans la distribution de films internationaux à prétention artistique.
- KROK International Animated Film Festival est un festival annuel et itinérant consacré au film d'animation. Durant une douzaine de jours, il prend place chaque année durant la fin septembre sur un bateau qui traverse le pays. Il est dirigé par Irina Kaplichnaia[21].
- Dok-Maidan Festival est un festival pluriannuel consacré au documentaire. Créé en 2005 par Jacques Pelissier et Joanna Schecroun, chaque édition du festival est centré autour d'une thématique différente diffusée dans différentes villes du pays[22].
- Ukrainian International Documentary Film Festival « Contact » est un festival consacré au documentaire. Créé par l'équipe du festival Molodist en 2005, il prend place chaque année au mois d'avril[23].
- Festival international du film d'Odessa prend place à Odessa chaque année au milieu du mois de juillet.

Voir aussi les festivals suivants aux prétentions internationales moindres :
- Le festival Stojary, centré sur les films d'Europe centrale et orientale (Kiev, annuel, août).
- Le Festival prolog est un festival de court-métrage étudiant (Kiev, annuel, mai).

### Presse écrite
La presse écrite ukrainienne consacrée au cinéma a connu un développement avorté. Plusieurs titres ont été lancés au début des années 2000 (chiffres de diffusion 2004) :
- Kino-Kolo (trimestriel, 1 000 exemplaires), dirigé par Volodymir Voitenko. Parmi les contributeurs réguliers, on compte Alexeï Perschko et Alik Chpilouk.
- Kino-Teatr (bimensuel, 800 exemplaires), dirigé par Larissa Brioukhovetska, il publie notamment les mémoires des étudiants en cinéma des universités de Kiev.
- Cinema (mensuel, 15 000 exemplaires).
- Kino-digest (mensuel, 35 000 exemplaires).
- Total film (mensuel, 15 000 exemplaires).

L'ensemble de ces supports spécialisés a disparu entre 2005 et 2007. En 2008, les cinéphiles intéressés par l'actualité du cinéma ne peuvent que se rabattre sur les rubriques consacrées au 7e art de la presse généraliste (hebdomadaires des sorties notamment) ou sur les sites Internet spécialisés.

### Presse sur internet
Deux titres Internet méritent d'être cités selon Jean-Max Méjean :
- Kinokolo.ua[26] Principale source d'information sur le cinéma ukrainien et l'actualité du cinéma aujourd'hui en Ukraine. Il a été créé par la rédaction du défunt trimestriel Kino-Kolo.
- Cinema-francais.kiev.ua[27] est un site consacré à l'actualité du cinéma français en Ukraine. Créé en 2001 par Jacques Pelissier, alors attaché audiovisuel français, sa mise à jour est confiée à Serguei Perschko, journaliste.

### Structures publiques et parapubliques
Les autorités ukrainiennes ont tardivement pris conscience de la nécessité d'accompagner les opérateurs audiovisuels ukrainiens. C'est seulement en 2007 qu'a été créé l' Ukrainian Cinema Foundation et en 2008 l' Ukrainian Film Commission.
- Ukrainian Cinema Foundation[28] a pour objectif de soutenir la promotion internationale des films ukrainiens. Lors de la présentation internationale de la structure (au Festival de Berlin, 2008), son directeur, Andreï Khalpakhchi a précisé qu'il s'inspirerait de l'expérience accumulée par les structures équivalentes en France (Unifrance), en Allemagne (German films) et en Pologne (Polish Film Institute)[29].
- Ukrainian Film Commission[30] s'est fixé pour objectif de favoriser le tournage de films en Ukraine.

On notera enfin que le nom de National cinematheque of Ukraine est détenu par le studio spécialisé en documentaires et films scientifiques, le Kyiv Naouk Film, fondé en 1941.

### Institutions
- Festival international du film de Kiev Molodist (1970)
- Festival international du film d'Odessa (2010)
- Académie cinématographique ukrainienne (2017) : prix Dzyga d'or (2017)
- Prix national Taras-Chevtchenko (1961)
- Prix Alexandre-Dovjenko (1994), lauréats du prix Alexandre-Dovjenko
- GogolFest (Kiev), Wiz-Art (2008, Lviv), DocuDays UA (2004, Kiev)
- KROK International Animated Films Festival (en) (1987)
- Festival Stojary (1995)
- Children KinoFest (en) (2014)

### Événements et conférences
- « Dix films d'Ukraine, de Dovjenko à aujourd'hui » (17 - 23 novembre 1999), manifestation organisée dans le cadre de « Regards sur la culture ukrainienne » par Arkéion Films et le Cinéma des cinéastes, à Paris.
- (en + fr + ru) Semaine culturelle de l’Ukraine et la Biélorussie (20-25 mars 2006) organisée par l'École Normale Supérieure. Voir la liste des conférences ayant pris place durant cet événement.
- (fr) Soirées du cinéma ukrainien de Paris (04-10 juin 2008), organisées par l'UCF (Ukrainian Cinema Foundation) à la Filmothèque du quartier latin (Paris, Ve, France).